# 케플러-56b
케플러-56b (KOI-1241.02)  는 약 3,060광년 떨어진 곳에 위치한 고온의 해왕성 형 외계 행성이다. 해왕성 보다 다소 크고  케플러 -56을 공전하고 있으며 2013년 케플러 우주 망원경에 의해 발견되었다.

## 행성 궤도
케플러-56b는 약 케플러-56으로부터 0.1028AU 만큼 떨어져있고 케플러-56을 공전하는데 10.5일이 걸린다 추가 연구에 따르면 케플러-56b의 궤도는 케플러-56의 적도 와 약 45° 각도로 정렬되어 있는것 으로 밝혀졌다
케플러-56b와 케플러-56c는 1억3천만년 이나 1억 5천만년쯤 후 케플러-56한태 삼켜질 것이다. 추가 연구에 따르면 별에서 나오는 강렬한 열로 인해 대기가 증발되고 강화되는 별의 조석 으로인해 행성이 늘어날것으로 추정된다.  케플러-56b의 측정된 질량은 해왕성 보다 약 30% 더 크지만, 반지름은 해왕성보다 약 70% 더 크다.

## 케플러-56 항성계플러-56 항성계의 다른 행성들
- 케플러-56c
- 케플러-56d

1. 1 2  Huber, D.;  외. (2013). “Stellar Spin-Orbit Misalignment in a Multiplanet System”. 《Science》 342 (6156): 331–334. arXiv:1310.4503. Bibcode:2013Sci...342..331H. doi:10.1126/science.1242066. PMID 24136961. S2CID 1056370.
2. ↑  “NASA Exoplanet Archive”. 《NASA Exoplanet Archive》. Operated by the California Institute of Technology, under contract with NASA.